# Сарыев, Кака
Кака Сарыев (1900, Хивинское ханство — после 1960) — советский хозяйственный, государственный и политический деятель, Герой Социалистического Труда.

## Биография
Родился в 1900 году в Закаспийской области. Член КПСС.
С 1920 года — на хозяйственной, общественной и политической работе. В 1920—1960 годы — крестьянин в собственном хозяйстве, колхозник, звеньевой колхоза имени Тельмана Ленинского района Ташаузской области Туркменской ССР под руководством Оразгельды Эрсарыева.
Указом Президиума Верховного Совета СССР от 21 июля 1950 года присвоено звание Героя Социалистического Труда с вручением ордена Ленина и золотой медали «Серп и Молот».
Умер после 1960 года.